# Jōkamachi no Dandelion
Castle Town Dandelion (城下町のダンデライオン?, Jōkamachi no Danderaion, lett. "La città castello Dandelion") è un manga yonkoma scritto e disegnato da Ayumu Kasuga, serializzato sulla rivista Manga Time Kirara Miracle! della Hōbunsha dal numero di giugno 2012. Un adattamento anime, prodotto dalla Production IMS, è stato trasmesso in Giappone tra il 2 luglio e il 17 settembre 2015.

## Trama
La vita quotidiana dei nove fratelli della famiglia reale Sakurada, tutti dotati di superpoteri, viene costantemente trasmessa su scala nazionale da oltre duecento telecamere di sorveglianza con lo scopo di far decidere al popolo chi tra di essi dovrà diventare il suo prossimo sovrano. Sfortunatamente Akane, la terza sorella maggiore in grado di manipolare la gravità, è una ragazza estremamente timida che farà di tutto per non essere ripresa.

## Personaggi

### Famiglia Sakurada
Akane Sakurada (櫻田 茜?, Sakurada Akane)
Doppiata da: Kana Hanazawa
Protagonista dell'anime, è la terza figlia femmina della famiglia Sakurada. Estremamente timida (anche a causa di un trauma avuto da bambina) possiede il "Gravity Core" un potere con il quale può manipolare la gravità su di lei e su qualunque cosa tocchi. Usa spesso questa abilità per volare. Vuole diventare regina per poter togliere le telecamere che la spiano costantemente e vivere tranquilla. Ha un alter-ego dal carattere opposto al suo di nome Scarlet Bloom, anche se alla fine (grazie a questa esperienza) riuscirà ad essere più tranquilla.
Aoi Sakurada (櫻田 葵?, Sakurada Aoi)
Doppiata da: Ai Kayano
Primogenita della famiglia, Aoi possiede come ogni membro della famiglia reale un potere sovrannaturale. Nel suo caso è "Invisible Work": questa capacità le permette di ricordare ogni cosa che vede o legge. Viene vista da molti come la più idonea a succedere al padre come nuova regina, anche se lei non sembra molto interessata. In seguito si scopre che ha nascosto la sua abilità, ovvero l' "Absolute Order"(obbedienza assoluta) e vista la sua grande sensibilità non vuole diventare regina possedendo un'abilità così pericolosa.
Shū Sakurada (櫻田 修?, Sakurada Shū)
Doppiato da: Ryōhei Kimura
Primogenito della famiglia, Shū possiede l'abilità del "Transporter", che gli permette di teletrasportare se stesso e chiunque lo tocchi ovunque desidera. È il gemello di Kanade e sembra che il suo scopo sia di impedire che la sorella gemella diventi regina. Deciderà poi di diventare come suo padre e quindi diviene determinato a diventare re.
Kanade Sakurada (櫻田 奏?, Sakurada Kanade)
Doppiata da: Kaori Ishihara
Seconda figlia femmina, Kanade possiede l' "Heavean's gate" un potere che le permette di materializzare qualunque cosa. Tuttavia questa facoltà ha un prezzo. Infatti ogni cosa da lei creata ha un costo in moneta che le viene sottratto dal suo conto ogni volta che utilizza il suo potere. È la gemella di Shuu ed è per lui che vuole diventare regina. A causa sua infatti, il fratello si ferì a una gamba e non guarì mai del tutto. Vuole diventare regina per incrementare la ricerca medica per guarirlo.
Misaki Sakurada (櫻田 岬?, Sakurada Misaki)
Doppiata da: Eriko Matsui
Quarta figlia femmina, possiede il potere "All for one" che le permette di creare fino a un massimo di 7 sue copie. Ogni copia rappresenta un carattere che evidenzia uno dei sette peccati capitali. Si sente inferiore rispetto alle sue copie: nella sua scuola i diversi club chiedono a seconda delle diverse necessità di poter utilizzare un suo clone, ma nessuno chiede mai niente a lei direttamente, pensando di essere semplicemente una ragazza ordinaria (anche a differenza delle sorelle). È la gemella di Haruka ed è molto legata a lui.
Haruka Sakurada (櫻田 遥?, Sakurada Haruka)
Doppiato da: Ayumu Murase
Secondo figlio maschio, può usare il "Lots of Next", una sorta di preveggenza che gli permette di determinare la probabilità dei diversi eventi. È il gemello di Misaki e la vuole davvero molto bene.
Hikari Sakurada (櫻田 光?, Sakurada Hikari)
Doppiata da: Yui Ogura
Quinta figlia, possiede la "Gold Hand", un'abilità che le permette di manipolare la crescita degli esseri viventi, ma solo per 24 ore. Diventerà un'idol sotto falsa identità (Light Sakuraba) seguendo l'esempio di Sachiko (e facendo coppia con lei nei vari concerti), anche grazie alla sua abilità speciale utilizzata su sé stessa per provare a prendere più voti alle elezioni per il prossimo re, e questa esperienza la aiuterà a maturare e quindi a proseguire senza sosta la sua carriera da idol.
Teru Sakurada (櫻田 輝?, Sakurada Teru)
Doppiato da: Shiori Katsuta
Terzo figlio maschio della coppia, possiede il "Limit Over", un potere che gli permette di avere una forza sovrumana. Vuole usare la sua forza per proteggere il paese.
Shiori Sakurada (櫻田 栞?, Sakurada Shiori)
Doppiata da: Aina Suzuki
Ultima figlia, possiede il potere denominato "Soulmate" che le permette di comunicare non solo con gli animali, ma anche con le creature inanimate.
Sōichirō Sakurada (櫻田 総一郎?, Sakurada Sōichirō)
Doppiato da: Dai Matsumoto
Re del regno, possiede un'abilità che gli permette di vedere gli stati emotivi delle persone. Diventato re quando era molto giovane, decise di iscriversi a una scuola normale, ma tutti lo temevano tranne Satsuki di cui si innamorò.
Satsuki Sakurada (櫻田 五月?, Sakurada Satsuki), nata Satsuki Shinonome (東雲 五月?, Shinonome Satsuki)
Doppiata da: Satsuki Yukino
Proveniente da una famiglia povera e numerosa, sposa Soichiro. Era una sua compagna di liceo, l'unica a trattarlo come una persona normale.
Borscht (ボルシチ?, Borushichi)
Doppiato da: Shō Hayami
Il gatto della famiglia Sakurada, trovato per strada da Hikari e Akane. È molto affezionato a quest'ultima.

### Altri personaggi
Hana Satō (佐藤 花?, Satō Hana)
Doppiata da: Yuka Aisaka
Studentessa del secondo anno è innamorata di Shū Sakurada e si dichiarerà a lui pubblicamente, ricambiata. Lo aiuterà a prendere voti, curando personalmente la sua campagna elettorale.
Karen Ayugase (鮎ケ瀬 花蓮?, Ayugase Karen)
Doppiata da: Saori Hayami
La migliore amica di Akane, di cui sotto sotto prova dei sentimenti.
Hajime Fukushina (福品 創?, Fukushina Hajime)
Doppiato da: Satoshi Nakao
Presidente del fan club di Akane e segretamente innamorato di lei. Talmente ossessionato dalla ragazza, che ama vederla in ogni suo momento imbarazzante.
An Shirogane (白銀 杏?, Shirogane An)
Doppiata da: Mao Ichimichi
Sachiko Yonezawa (米澤 紗千子?, Yonezawa Sachiko)
Doppiata da: Sachika Misawa
Idol con cui Hikaru stringerà amicizia. È molto professionale e ha lavorato duramente per raggiungere il successo. Akane è una sua fan.

## Media

### Manga
La serie, scritta ed illustrata da Ayumu Kasuga, è stata pubblicata per la prima volta sul numero di giugno 2012 del Manga Time Kirara Miracle! della Hōbunsha, per poi cominciare proprio la serializzazione sul numero di agosto 2012 sempre della stessa rivista. Il primo volume tankōbon è stato pubblicato il 27 marzo 2013 e al 26 novembre 2021 ne sono stati messi in vendita in tutto sei. Un'antologia di manga, illustrata da vari artisti ed intitolata Jōkamachi no Dandelion anthology comic (城下町のダンデライオン アンソロジーコミック?, Jōkamachi no Danderaion ansorojī komikku), è stata pubblicata il 27 agosto 2015.

#### Volumi
| Nº | Data di prima pubblicazione | Data di prima pubblicazione | Data di prima pubblicazione |
| Nº | Giapponese                  | Giapponese                  |                             |
| -- | --------------------------- | --------------------------- | --------------------------- |
| 1  | 27 marzo 2013               | ISBN 978-4-8322-4282-1      |                             |
| 2  | 27 giugno 2014              | ISBN 978-4-8322-4455-9      |                             |
| 3  | 27 agosto 2015              | ISBN 978-4-8322-4606-5      |                             |
| 4  | 27 maggio 2017              | ISBN 978-4-8322-4817-5      |                             |
| 5  | 25 ottobre 2019             | ISBN 978-4-8322-7129-6      |                             |
| 6  | 26 novembre 2021            | ISBN 978-4-8322-7322-1      |                             |

### Anime
La serie televisiva anime, prodotta dalla Production IMS, sceneggiata da Reiko Yoshida, disegnata da Shinpei Kobayashi e diretta da Noriaki Akitaya, è andata in onda su TBS dal 2 luglio al 17 settembre 2015. Le sigle di apertura e chiusura sono rispettivamente Ring Ring Rainbow!! di YuiKaori e Honey♥Come!! di Yui Ogura. In America del Nord gli episodi sono stati trasmessi in streaming, in contemporanea col Giappone, dalla Funimation, mentre nel Regno Unito e in Irlanda i diritti sono stati acquistati dalla Anime Limited e da Viewster.

#### Episodi
| Nº | Titolo italiano (traduzione letterale) Giapponese 「Kanji」 - Rōmaji | In onda           | In onda |
| Nº | Titolo italiano (traduzione letterale) Giapponese 「Kanji」 - Rōmaji | Giapponese        |         |
| 1  | I nove fratelli della famiglia reale Sakurada 「櫻田さんちの9人きょうだい」 - Sakurada-san-chi no kyū-nin kyōdai                                                                            | 2 luglio 2015     |         |
| 2  | La buona immagine della sorella maggiore 「外面のいい姉」 - Sotozura no ii aneL'amore non corrisposto di Satō 「佐藤さんの片想い」 - Satō-san no kataomoi                                   | 9 luglio 2015     |         |
| 3  | Voglio diventare popolare 「人気者になりたいの」 - Ninkimono ni naritai noPrima commissione 「初めてのおつかい」 - Hajimete no otsukaiAttività da idol 「アイドル活動」 - Aidoru katsudō    | 16 luglio 2015    |         |
| 4  | La gonna della principessa 「王女のスカート」 - Ōjo no sukātoLa misteriosa presidente del consiglio studentesco 「謎の生徒会長」 - Nazo no seito kaichō                                     | 23 luglio 2015    |         |
| 5  | Vacanze estive 「夏のバカンス」 - Natsu no bakansuSegreto online 「隠し事オンライン」 - Kakushigoto onrainOtto Misaki 「八人岬」 - Hachi-nin Misaki                                         | 30 luglio 2015    |         |
| 6  | L'elezione ed io 「選挙とわたし」 - Senkyo to watashiLa mia sorella maggiore è una romanticona 「お姉ちゃんはセンチメンタル」 - Onee-chan wa senchimentaru                                  | 6 agosto 2015     |         |
| 7  | Il re ansioso 「王様は心配性」 - Ōsama wa shinpaishōSecret Idol 「シークレットアイドル」 - Shīkuretto Aidoru                                                                                | 13 agosto 2015    |         |
| 8  | Satō preoccupato 「佐藤さんが悩んでいる」 - Satō-san ga nayande iruLa deviazione del re 「王様の寄り道」 - Ōsama no yorimichi                                                               | 20 agosto 2015    |         |
| 9  | Scarlet Bloom 「スカーレットブルーム」 - Sukāretto BurūmuIl compleanno della sorellona 「お姉ちゃんの誕生日」 - Onee-chan no tanjōbi                                                        | 27 agosto 2015    |         |
| 10 | Il luogo in cui si trova Search Light 「さーち☆らいとの行方」 - Sāchi Raito no yukueIl fratellone che si comporta da fratello maggiore 「兄貴面するお兄ちゃん」 - Aniki-zura suru onii-chan | 10 settembre 2015 |         |
| 11 | Addio Scarlet Bloom 「さようならスカーレットブルーム」 - Sayōnara Sukāretto Burūmu | 10 settembre 2015 |         |
| 12 | La persona su cui risplenderà la corona 「王冠は誰に輝く」 - Ōkan wa dare ni kagayaku | 17 settembre 2015 |         |